# Брюнуаз

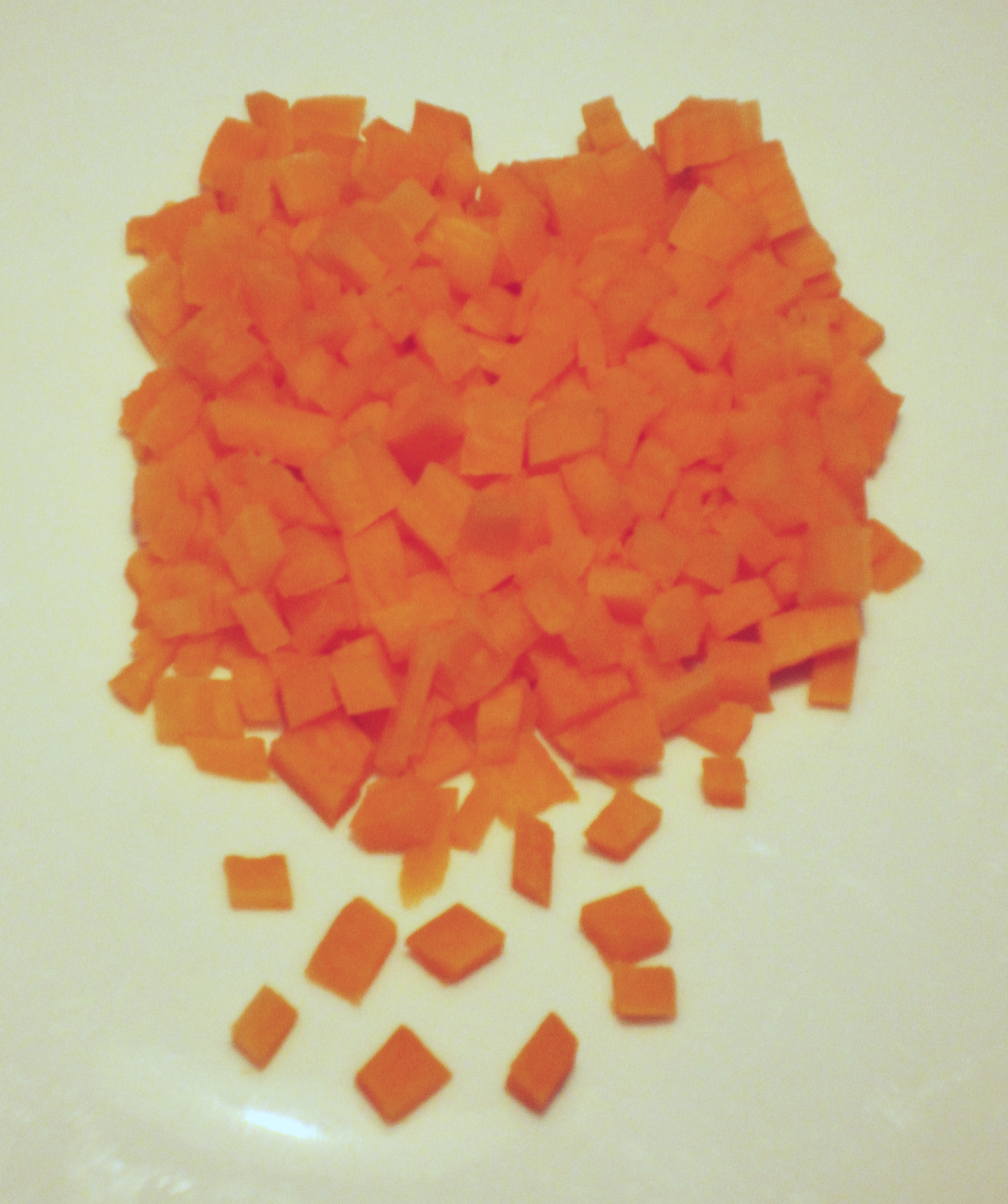
Морковь, нарезанная брюнуаз

Брюнуа́з, бронва́с (фр. brunoise, от brun — «коричневый») — способ мелкой нарезки корнеплодов во французской кухне. Морковь, корень сельдерея, порей и репчатый лук нарезают мелкими кубиками с ребром в 2 мм для последующего пассерования в жире. Тем же термином обозначают полученный кулинарный полуфабрикат.
По мнению автора кулинарного труда «Поварское искусство» 1902 года П. М. Зеленко, термически обработанные нарезанные кубиками овощи лучше всего сохраняют свою форму, даже после закладки в соус. Овощи брюнуаз добавляют в прозрачные супы, которые тоже называют «брюнуаз» или супы-пюре «а-ля брюнуаз», а также в разные мясные и рыбные блюда. Консоме «брюнуаз» по рецепту Огюста Эскофье готовят из нарезанных мелкими кубиками и обжаренных в масле моркови, репы, лука-порея, которые перед подачей закладывают в консоме вместе с зелёным горошком и стручковой фасолью. Если в блюдо добавить варёные яйца, оно будет называться «брюнуаз а-ля кольбер», в зависимости от дополнительных ингредиентов получаются варианты брюнуаз с кнелями, рисом, перловкой.